# Regierung Jan Stráský
Die letzte tschechoslowakische Regierung Jan Stráský, geführt durch den Ministerpräsidenten Jan Stráský, befand sich im Amt vom 2. Juli 1992 bis 31. Dezember 1992. Sie folgte der Regierung Marián Čalfa II. Nach dem 1. Januar 1993 gab es keine gemeinsamen Regierungen mehr, sondern nur die Regierung der zwei neu entstandenen Staaten Tschechische Republik und Slowakische Republik.

## Regierungsbildung, Programm
Die Regierung Jan Stráský wurde gebildet, nachdem die Regierung Marián Čalfa II am 26. Juni 1992 ihren Rücktritt erklärte und bis zum 2. Juli 1992 die Amtsgeschäfte kommissarisch weiterführte.
Die Regierung Jan Stráský war die letzte gemeinsame Regierung der föderalen Tschechoslowakei, nach dem 1. Januar 1993 amtierten in den beiden neu entstandenen Staaten Tschechische Republik und Slowakische Republik die Regierungen der Tschechischen Republik (die erste war die Regierung Václav Klaus I) beziehungsweise die Regierungen der Slowakischen Republik (die erste war die Regierung Vladimír Mečiar II). Sowohl die Regierung Václav Klaus I wie auch Vladimír Mečiar II waren im Amt bereits vor dem 1. Januar 1993 als Regierungen der Teilrepubliken der Tschechischen und Slowakischen Föderativen Republik (1990–1992). Sie wurden per Gesetze über die Kontinuität der Teilrepubliken ermächtigt, als legale Regierungen der zwei neu entstandenen Staaten im Amt zu bleiben.
Die Parteien einigten sich darauf, den gemeinsamen Staat zum Jahresende aufzulösen und die beiden Teilstaaten unabhängig werden zu lassen. Daher erhielt die gebildete Föderationsregierung nur noch ein beschränktes Mandat, einzelne Ministerien waren nicht mehr eigenständig besetzt worden beziehungsweise im Laufe der Zeit wurden aufgelöst, und die Regierung übertrug ihre Kompetenzen nach und nach auf die Regierungen der Teilrepubliken. Die Auflösung der Tschechoslowakei zum 31. Dezember 1992 wurde am 25. November 1992 durch das Verfassungsgesetz 542/1992 Sb. beschlossen.

## Regierungszusammensetzung
Die Minister befanden sich während der gesamten regulären Amtsperiode im Amt (vom 2. Juli 1992 bis 31. Dezember 1992) wenn nicht anders angegeben.
- Ministerpräsident: Jan Stráský
- stellvertretender Ministerpräsident:
  - Rudolf Filkus (erster stellvertretender Ministerpräsident)
  - Antonín Baudyš
  - Milan Čič
  - Miroslav Macek
- Außenminister: Jozef Moravčík
- Verteidigungsminister: Imrich Andrejčák
- Innenminister: Petr Čermák
- Finanzminister: Jan Klak
- Wirtschaftsminister: Jaroslav Kubečka
- Minister, beauftragt mit der Leitung des Ministeriums für Arbeit und Soziales: Miroslav Macek (2. Juli – 29. Oktober 1992)
- Minister, beauftragt mit der Leitung des Außenhandelsministeriums: Jan Stráský (2. Juli – 29. Oktober 1992)
- Minister, beauftragt mit der Leitung des Verkehrsministeriums: Antonín Baudyš (2. Juli – 29. Oktober 1992)
- Minister, beauftragt mit der Leitung des Ministeriums für Post und Telekommunikationen: Antonín Baudyš (2. Juli – 29. Oktober 1992)
- Minister, beauftragt mit der Leitung des Ministeriums für das strategische Planen: Jaroslav Kubečka (2. Juli – 29. Oktober 1992)
- Minister für die Kontrolle: Rudolf Filkus
- Vorsitzender des föderalen Amtes für den wirtschaftlichen Wettbewerb: Milan Čič (2. Juli – 29. Oktober 1992)
- Vorsitzender des föderalen Amtes für Umwelt: Miroslav Macek (2. Juli – 29. Oktober 1992)

### Parteizugehörigkeit
Die am 2. Juli 1992 eingesetzte Regierung setzte sich aus 10 Mitgliedern folgender Parteien zusammen:
- für die Občanská demokratická strana (ODS): Jan Stráský, Miroslav Macek, Petr Čermák, Jan Klak
- für die Bewegung für eine demokratische Slowakei (HZDS): Rudolf Filkus, Milan Čič, Jaroslav Kubečka, Jozef Moravčík, Imrich Andrejčák
- für die Křesťanská a demokratická unie – Československá strana lidová (KDU-ČSL): Antonín Baudyš

### Regierungen der Teilrepubliken
Parallel zur Regierung der Tschechischen und Slowakischen Föderativen Republik hatten die beiden Teilrepubliken (Tschechische Republik und Slowakische Republik) ebenfalls eine eigene Regierung:
- Tschechische Republik: Regierung Václav Klaus I (2. Juli 1992 bis 4. Juli 1996)
- Slowakische Republik: Regierung Vladimír Mečiar II (24. Juni 1992 bis 15. März 1994)